# Vista Hermosa, San Juan del Río
Vista Hermosa är en ort i Mexiko.   Den ligger i kommunen San Juan del Río och delstaten Querétaro Arteaga, i den sydöstra delen av landet, 140 km nordväst om huvudstaden Mexico City. Vista Hermosa ligger 1 965 meter över havet och antalet invånare är 1 448.
Terrängen runt Vista Hermosa är kuperad söderut, men norrut är den platt. Runt Vista Hermosa är det ganska tätbefolkat, med 230 invånare per kvadratkilometer. Närmaste större samhälle är San Juan del Río, 2,7 km nordost om Vista Hermosa. Trakten runt Vista Hermosa består i huvudsak av gräsmarker.